# Рис (сазвежђе)
Рис (лат. Lynx) је једно од 88 савремених сазвежђа. Дефинисао га је у 17. веку пољски астроном Јоханес Хевелије како би попунио простор између Великог медведа и Кочијаша. Наводно, ново сазвежђе је назвао Рис јер га чине слабе звезде које само неко са очима осетљивим као мачје може да види.

## Звезде
Звезде у Рису су релативно слабог сјаја. Најсјајнија је алфа Риса, променљива звезда магнитуде 3,13 удаљена од Сунца око 220 светлосних година.

## Објекти дубоког неба
У Рису се налази једно од најудаљенијих глобуларних јата Млечног пута — NGC 2419. Јато је магнитуде 9 и налази се на око 295.000 светлосних година од Сунца.
NGC 2683 је спирална галаксија NGC 2683коју видимо постранце. Од Сунца је удаљена 25 милиона светлосних година. 

## Историја
Пољски астроном Јохан Хевелије формирао је сазвежђе 1687. од 19 слабих звезда између сазвежђа Велики медвед и Аурига које су раније биле део застарелог сазвежђа Јорданус Флувиус. Назвавши га рисом због његове тешке уочљивости, изазвао је будуће посматраче звезда да га виде, изјављујући да би само они са очима риса (они који добро виде) могли да га препознају. Хевелије је користио име Тигрис (Тигар) и у свом каталогу, али је некадашњи назив задржао само у свом атласу. Енглески астроном Џон Фламстид је усвојио сазвежђе у свом каталогу, објављеном 1712. године, и свом накнадном атласу. Према астроному аматеру Ричарду Хинклију Алену из 19. века, главне звезде у Рису „могле би бити коришћене од стране модерног конструктора, ма ко он био, нашег Великог медведа да доврши квартет стопала“.